# 参议院 (罗马尼亚)
参议院（羅馬尼亞語：Senat）是罗马尼亚议会的上议院。参议院原有176个席位，由全国选民直接选举产生，由2016年議會選舉起，減少至134個席位。